# دستور زبان فارسی
دستور زبان فارسی یا دستور زبان پارسی دستور زبان زبان فارسی است که گویش‌های آن در ایران، افغانستان، ازبکستان (در سمرقند، بخارا و ولایت سرخان‌دریا) و تاجیکستان رایج هستند. دستور زبان فارسی با دستور زبان‌های دیگر زبان‌های هندواروپایی همانندی دارد. این زبان در دوره میانه بسیاری از ویژگی‌های دستوری پیچیده خود را، از جمله جنس دستوری، از دست داد و امروزه فارسی نو از اندک زبان‌های هندواروپایی بدون ساختار جنسی به‌شمار می‌رود.

## تاریخچه
میرزا حبیب اصفهانی، آموزگار زبان فارسی در استانبول، نخستین فارسی‌زبانی است که کوشید دستور زبان فارسی را تدوین کند. «دستور سخن» (استانبول ۱۲۸۹)، «دبستان فارسی» (استانبول ۱۳۰۸)، خلاصه رهنمای فارسی (استانبول ۱۳۰۹) و رهبر فارسی (استانبول ۱۳۱۰) کتاب‌هایی است که میرزا حبیب برای آموزش دستور زبان فارسی تألیف کرده است.

## ترتیب واژگان
ترتیب واژگان در جمله در فارسی معیار به صورت نهاد-مفعول-فعل است. با توجه به اینکه فارسی زبانی ضمیرانداز است، در جملاتی که ضمیر حذف شده است، تشخیص نهاد تا پایان جمله مشخص نیست:
- کتاب آبی را دیدم← (من)
- کتاب آبی را دیدید← (شما)

جمله‌واره هسته مقدم بر جمله‌واره وابسته است و میان این دو معمولاً که قرار می‌گیرد.
- به من گفت که امروز نمی‌آید.

در فارسی نوشتاری در آغاز جمله جزء پرسشی آیا برای پرسیدن پرسش‌های بله و خیر پدیدار می‌شود. پیراینده‌های دستوری، همانند صفت‌ها، معمولاً همراه با ساختار اضافه پس از اسم‌ها می‌آیند، اما گهگاهی نیز مقدم بر اسم‌ها می‌آیند. فارسی یکی از اندک زبان‌هایی با ترتیب نهاد-مفعول-فعل است که از حرف اضافه استفاده می‌کند. تنها نشانگر حالت دستوری در زبان نوشتاری را (رو یا و در زبان گفتاری) است که پس از مفعول مستقیم می‌آید.
- کتاب آبی را از کتابخانه گرفت.

ترتیب جمله در فارسی معمولاً به صورت نهاد-عبارت اضافی-مفعول-فعل است. اگر مفعول مشخص باشد، ترتیب به صورت (نهاد) (مفعول + را) (عبارت اضافی) فعل می‌آید. با این وجود ترتیب واژگان در فارسی نسبتاً آزاد است، که بدان قلب نحوی می‌گویند، زیرا بخش‌های جمله عموماً مبهم هستند و حروف اضافه و نشانگر مفعول (را) کمک می‌کنند تا نقش عبارت اسمی تعیین شود. انعطاف‌پذیری فارسی برای جابه‌جا اجزا به آن این امکان را داده است که از توانایی بالایی در نظم‌پردازی و قافیه‌بندی برخوردار باشد.

## حرف تعریف
در زبان رسمی و معیار، هیچ حرف تعریفی (همانند the در انگلیسی یا ال در عربی) وجود ندارد و معرفه بودن یک اسم بیشتر با نبود نشانه‌های نکره (یک یا ی) مشخص می‌شود. با این حال در زبان گفتاری، پسوندهای -ـِه، -ـَه یا -ـو به عنوان حرف تعریف استفاده می‌شوند. -ـِه جدیدتر است و بیشتر در مناطق شهری استفاده می‌شود؛ -ـَه قدیمی‌تر و در مناطق روستایی و -ـو نیز بیشتر در گویش‌های جنوبی ایران استفاده می‌شود.
- ادبی: کتاب روی میز است.
- گفتاری: کتابِه روی میزه.

برای اسم‌های جمع، نشانه جمع ها هم به عنوان نشانه جمع و هم به عنوان حرف تعریف عمل می‌کند.
نشانه نکره هم در فارسی معیار و هم در فارسی گفتاری یک است که گاه به یه خلاصه می‌شود.
- روی میز یک کتاب است

## اسم

### جنس
اسم‌ها و ضمیرهای فارسی دارای جنس دستوری نیستند. وام‌واژگان عربی که دارای نشانه مؤنث ة هستند در فارسی ـه/-ه نوشته و به واژگان بدون جنسی تبدیل می‌شوند. بسیاری از وام‌واژگان عربی شکل جمع مؤنث -ات را حفظ می‌کنند، اما صفت‌های توصیفی آن‌ها هیچ جنسیتی ندارند. صفت‌های عربی نیز جنسیتشان را در فارسی از دست داده‌اند.

### جمع
جمع فارسی: (ان، ها)
همه اسم‌ها در فارسی با پسوند -ها جمع می‌شوند که پس از اسم می‌آیند و شکل آن را تغییر نمی‌دهند. شکل‌های جمع پس از اعداد یا صفت‌های زیاد یا بسیاری پدیدار نمی‌شوند. -ها زمانی استفاده می‌شود که اسم معرفه باشد و پیش از آن عدد نباشد.
- سه تا کتاب
- بسیاری کتاب
- کتاب‌های بسیار
- کتاب‌ها
- من کتابی را دوست دارم
- آن‌ها دانشجو هستند
- آن‌ها دانشجوها هستند

در زبان گفتاری، وقتی اسم‌ها و ضمیرها با همخوان پایان می‌یابند،ها به ا کاهش می‌یابد.
- ادبی: آن‌ها
- غیررسمی (ایران): اونا

در زبان ادبی، برای جمع اسم‌های جاندار از -ان (یا -گان، -یان و -وان) نیز استفاده می‌شود، ولی -ها در زبان گفتاری رایج‌تر است.
- ادبی: پرندگان
- گفتاری: پرنده‌ها

اسم‌هایی که از عربی وام گرفته شده‌اند، معمولاً دارای یک شکل ویژه جمع هستند و با -ات یا به صورت شکسته (مکسر) می‌آیند؛ مثلاً کتاب/کتب. اسم‌های عربی نیز می‌توانند نشانه‌های جمع فارسی را بپذیرند. پرکاربردترین شکل جمع بستگی به خود واژه دارد.

### حالت‌های دستوری
در فارسی سه حالت دستوری وجود دارد: نهادی (یا فاعلی)، ندایی (یا آیی) و مفعولی (یا رایی). حالت نهادی بدون علامت است اما حالات ندایی و مفعولی به ترتیب از پسوندهای «ا (-آ)» و «را» استفاده می‌برند. سایر حالت‌های غیرفعلی با حرف اضافه مشخص می‌شوند.
- نهادی: کتاب آنجاست / کتاب‌ها آنجایند

فعل شکل جمع نهاد بی‌جان می‌تواند به صورت مفرد بیاید، به ویژه در زبان گفتاری: کتاب‌ها اونجاست.
- ندایی: سعدیا مرد نکونام نمیرد هرگز
- مفعولی: کتاب را به من بده
- مالکیت با ساختار اضافه: کتابِ آرش

### انواع اسم‌ها
| نوع اسم   | تعریف                                                                                         | مثال                                                       |
| --------- | --------------------------------------------------------------------------------------------- | ---------------------------------------------------------- |
| اسم عام   | اسمی است که بین افراد همجنس مشترک است و بر هر یک از آن‌ها اشاره می‌کند.                         | زن، مرد، اسب، درخت                                         |
| اسم خاص   | اسمی است که بر فردی مخصوص و معین اشاره می‌کند.                                                 | مهرداد، شیراز، دماوند، رخش                                 |
| اسم ذات   | اسمی است که وجودش به چیز دیگری وابسته نباشد.                                                  | خانه، دیوار، باغ، بلبل                                     |
| اسم معنی  | اسمی است که وجودش به چیز دیگری وابسته است.                                                    | سفیدی، راستی، هوش، کوشش                                    |
| اسم جمع   | اسم عامی است که در ظاهر مفرد و در معنی جمع است.                                               | دسته، طایفه، خانواده، لشکر                                 |
| اسم معرفه | اسمی است که برای مخاطب معلوم است.                                                             | مثلاً اگر کسی به مخاطب خود بگوید: کتاب‌ها را روی میز گذاشتم. |
| اسم نکره  | اسمی است که برای مخاطب معلوم و معین نیست و با یایی که به آخر اسم افزوده می‌شود قابل تشخیص است. | مردی را دیدم.                                              |
| مفرد      | مفرد اسمی است که بر یک شخص یا یک چیز دلالت می‌کند.                                             | مرد، خانه، گربه                                            |
| جمع       | جمع اسمی است که بر دو یا بیشتر دلالت می‌کند.                                                   | پسران، کتاب‌ها، خوبی‌ها، منازل                               |
| ساده      | اسمی که یک تکواژ دارد و نمی‌توان آن را به اجزای مختلف تقسیم کرد.                               | دست، پا، سیب                                               |
| مرکب      | اسمی که از دو کلمه یا بیشتر ترکیب شده باشد.                                                   | کارخانه = کار + خانه                                       |
| جامد      | اسمی که از یک تکواژ ساخته شده باشد.                                                           | دیوار، درخت، سیب                                           |
| مشتق      | اسمی که با بن ماضی یا مضارع فعل فارسی ساخته می‌شود.                                            | بینش = بین (بن مضارع دیدن) + ـِـ‌ش                           |
| مشتق مرکب | اسمی که از یک یا چند کلمه مرکب و یک یا چند وند اشتقاقی تشکیل شده است.                         | آتشنشانی=آتش + نشان + ی                                    |

## ضمیرها
فارسی یک زبان ضمیرانداز است و در آن جمله‌های بدون نهاد هم معنی دارند و بنابراین استفاده از ضمیرهای شخصی اختیاری است. ضمیرها همواره یک شکل دارند مگر اینکه مفعول شوند و به آن‌ها را افزوده شود. شکل مفعولی ضمیر اول شخص مفرد من را می‌تواند به مراکوتاهشود یا به‌صورت گفتاری منو تلفظ شود.
| شخص | مفرد                                            | جمع                                             |
| --- | ----------------------------------------------- | ----------------------------------------------- |
| اول | مَن                                              | ما                                              |
| دوم | تو شُما (احترامی)                                | شُما                                             |
| سوم | او (انسان) آن (غیرانسان) وِی* (برای انسان، ادبی) | آن‌ها (انسان/غیرانسان) ایشان (برای انسان و رسمی) |

* کم استفاده می‌شود.
| شخص | مفرد                 | جمع                                                      |
| --- | -------------------- | -------------------------------------------------------- |
| اول | مَن                   | ما                                                       |
| دوم | تو شما (احترامی)     | شُما                                                      |
| سوم | اون ایشون* (احترامی) | اون‌ها/اونا ایشان/ایشون (تقریبا در زبان گفتاری منسوخ شده) |

* از سوم شخص جمع برای احترام استفاده می‌شود.
فارسی از این نظر که ضمیر دوم شخص جمع (شما) به عنوان شکل احترامی یک مخاطب استفاده می‌شود، به فرانسوی شبیه است. تو در فارسی در میان دوستان صمیمی استفاده می‌شود. با این حال، فارسی با زبان‌های شمال هند همچون هندوستانی از این نظر شباهت دارد که ضمیر سوم شخص جمع (ایشان) برای احترام برای اشاره به یک نفر استفاده می‌شود؛ به ویژه در حضور او:
- ببخشید شما ایرانی هستید/هستی؟
- ایشان به من گفتند/گفت برویم داخل.

### ضمیرهای مالکیت
ضمیرهای مالکیت فارسی برای بیان مالکیت استفاده می‌شوند. این ضمیرها به شرح زیرند:
| شخص | مفرد | مفرد    | جمع  |
| شخص | متصل | جداگانه | جمع  |
| --- | ---- | ------- | ---- |
| اول | ـَم   | –اَم     | ـِمان |
| دوم | ـَت   | –اَت     | ـِتان |
| سوم | ـَش   | –اَش     | ـِشان |

| شخص | مفرد | جمع  |
| --- | ---- | ---- |
| اول | ـَم   | ـِمون |
| دوم | ـِت   | ـِتون |
| سوم | ـِش   | ـِشون |

نمونه‌ها:
- کتابتان روی میزه.
- کتابم روی میز است.
- چهره‌ات را دوست دارم.
- چهره‌اش زیبا بود.

وقتی اسم با واکه پایان می‌یابد، پیش از ضمیر پیوسته یک ی برای آسانی تلفظ افزوده می‌شود. با این حال در گویش‌های محاوره‌ای ایرانی رایج است که اگر واژه با ها جمع بسته شود، ضمیر ـَ/ـِ خود را از دست می‌دهد؛ برای نمونه ماشین‌هایم، ماشین‌هام تلفظ می‌شود. حتی در محاوره برای راحتی تلفظ ه نیز می‌افتد و ماشینام تلفظ می‌شود. گاه، ها به صورت پیوسته نوشته می‌شود: ماشینها.

### نقش‌نمای اضافه
راه دیگری برای بیان مالکیت استفاده از ضمیر یا اسم با نقش‌نمای اضافه است. اگرچه در سوم شخص این به معنای تغییر شخص است. این‌ها همچنین هرگز نمی‌توانند به عنوان نشانه مالکیت یا مفعول مستقیم در جمله‌ای استفاده شوند که در آن فاعل همان فعل هم وجود داشته باشد.
- کتابِ شما روی میزه.
- کتابِ من روی میزه.
- کتابِ استاد روی میز است.
- اکبر برادرِ او را دید.
- اکبر برادرش را دید.
- درست: برادرم را دیدم.
- نادرست: برادرِ من را دیدم. چون مالکیت نهاد هم در ضمیر پیوسته و هم در ساختار نقش‌نمای اضافه نشان داده شده است.

### ضمیرهای مفعولی
ضمیرهای مفعولی همانند ضمیرهای فاعلی هستند (که پس از آن‌ها حرف اضافه را می‌آید)، اما مفعول‌ها همچنین می‌توانند با نشانگرهای مالکیت که در بالا توضیح داده شد، نشان داده شوند که به جای اسم به فعل متصل می‌شوند و نیاز به حرف اضافه را از بین می‌برند. برای نمونه.
| فارسی            | یادداشت                                                                          |
| ---------------- | -------------------------------------------------------------------------------- |
| دیروز او را دیدم | وقتی از ضمیر فاعلی به عنوان ضمیر مفعولی استفاده می‌شود، به حرف اضافه را نیاز است. |
| دیروز دیدم‌اَش     | نیازی به وجود حرف اضافه نیست؛ نشانگر مالکیت به فعل پیوسته است.                   |

### ضمیرهای اشاره
ضمیرهای اشاره در فارسی این و آن هستند که شکل جمع آن‌ها به ترتیب این‌ها و آن‌ها برای اسم‌های بی‌جان و جاندار و اینان و آنان برای اسم‌های جاندار است. توجه داشته باشید که آن و آن‌ها به عنوان ضمیرهای سوم شخص نیز کاربرد دارند.
ضمیرهای اشاره همچنین می‌توانند با ضمیرهای نامعین یعنی یکی و یکی‌ها ترکیب شوند و این یکی، آن یکی، این یکی‌ها و آن یکی‌ها را بسازند.

## صفت
صفت‌ها در فارسی معمولاً با استفاده از ساختار نقش‌نمای اضافه پس از اسمی که توصیف می‌کنند، می‌آیند. با این حال، صفت‌ها می‌توانند در ساختار اسم مرکب، مقدم بر اسم بیایند؛ همانند خوش‌بخت و بدکار. صفت‌ها می‌توانند به ترتیب‌های مختلفی پس از اسم بیایند و در این حالت صفت‌هایی که در پایان آمده‌اند تأکید بیشتری دارند.
در فارسی صفت برتر با پسوند تَر و صفت برترین با پسوند تَرین مشخص می‌شود. صفت‌های برتر که به صورت مستقیم مورد استفاده قرار می‌گیرند پس از اسم‌هایی که آن‌ها را توصیف می‌کنند، می‌آیند اما صفت‌های برترین پس از آن اسم پدیدار می‌شوند. برای صفت‌های برتر واژه از کاربرد دارد.
- سگ من از گربهٔ تو کوچک‌تر است.

## فعل‌ها
فعل‌ها در فارسی با الگوی زیر ساخته می‌شوند:
پیشوند منفی‌ساز - پیشوند استمراری، اخباری، التزامی یا امری - بن فعل - پسوند گذشته - ضمیر شخصی - ضمیر مفعولی
- پسوند منفی‌ساز: نَـ، که پیش از پیشوند استمراری نِـ تلفظ می‌شود
- پیشوند استمراری یا اخباری: می
- پیشوند التزامی یا امری: بِـ
- پسوند گذشته: د، که پس از همخوان‌های بی‌واک ت تلفظ می‌شود.
- ضمیر شخصی: همانند -ـَم، ـی و غیره.
- ضمیر مفعولی: پرکاربردترین آن‌ها ـَش یا ـِش هستند.

| شخص | مفرد | جمع |
| --- | ---- | --- |
| اول | ـَم   | ـیم |
| دوم | ـی   | ـید |
| سوم | *ـَد  | ـَند |

* در زمان گذشته، بن گذشته بدون شناسه می‌آید؛ برای نمونه رفت درست است نه رفتد.
| شخص | مفرد | جمع     |
| --- | ---- | ------- |
| اول | ـَم   | ـیم     |
| دوم | ـی   | ـید/ـین |
| سوم | *ـه  | ـَن      |

* در زمان گذشته، بن گذشته بدون شناسه می‌آید؛ برای نمونه رفت درست است نه رفتد.
| شخص | مفرد | جمع  |
| --- | ---- | ---- |
| اول | ـَم   | ـِمان |
| دوم | ـَت   | ـِتان |
| سوم | ـَش   | ـِشان |

| شخص | مفرد | جمع  |
| --- | ---- | ---- |
| اول | ـَم   | ـِمون |
| دوم | ـِت   | ـِتون |
| سوم | ـِش   | ـِشون |

### زمان‌ها
این‌ها پرکاربردترین زمان‌های دستوری فارسی هستند:

#### مصدر
مصدرها در فارسی با ـَن پایان می‌یابند: خوردن. بن گذشته فعل با حذف ـَن ساخته می‌شود:.

#### گذشته ساده
زمان گذشته ساده با افزودن ضمیرهای شخصی به پایان بن گذشته ساخته می‌شوند. گرچه در سوم شخص مفرد، ضمیر گذاشته وجود ندارد: خورد.

#### گذشته استمراری
زمان استمراری با افزودن 'می' به فعل‌های گذشته ساده ساخته می‌شود: می‌خوردم.

#### گذشته نقلی
برای ساخت فعل در زمان گذشته نقلی ابتدا ـه را به پایان بن فعل می‌افزاییم و سپس فعل است را صرف کرده و بدان می‌افزاییم. پس در مورد خوردن اول شخص خورده‌ام و سوم شخص خورده است است. گرچه در محاوره است حذف می‌شود و فقط خورده خوانده می‌شود.

#### گذشته دور
گذشته دور با افزودن صرف فعل بود به همان ساختار بن+ـه ایجاد می‌شود. همانند خورده بود. در سوم شخص مفرد، بود افزوده می‌شود (بدون شناسه).

#### آینده
زمان آینده با افزودن صرف حال فعل خواستن به سوم شخص مفرد فعل مورد نظر ساخته می‌شود. پس خورد می‌شود خواهد خورد. برای فعل‌های مرکب، همانند تمیز کردن، خواهد در میان دو بخش فعل قرار می‌گیرد، و کردن صرف می‌شود: تمیز خواهد کرد. برای منفی‌سازی، به خواهد نَـ افزوده می‌شود: نخواهد خورد. زمان آینده معمولاً در فارسی محاوره‌ای استفاده نمی‌شود.

#### حال اخباری
حال اخباری با افزودن پیشوند می به بن مضارع فعل و صرف آن ساخه می‌شود. برای ساخت بن مضارع از مصدر قانون خاصی وجود ندارد و آن باید از قبل شنیده شده باشد. برای نمونه بن مضارع فعل خوردن، خور است و بنابراین حال اخباری اول شخص مفرد به صورت می‌خورم است. شناسه سوم شخص مفرد ـَد است. منفی‌سازی با افزودن نَـ پیش از می انجام می‌پذیرد که در سایر زمان‌ها نِـ تلقظ می‌شود. برای ساخت زمان آینده در فارسی محاوره‌ای معمولاً یک قید (مثلا: فردا) به حال اخباری افزوده می‌شود.
- فردا به سینما می‌رود

#### حال التزامی
حال التزامی با جابه‌جا کردن می حال اخباری با بِـ (یا بُـ پیش از فعل‌هایی که واکه ـُ دارند) ایجاد می‌شود: بخورم.

### فعل‌های مرکب
در فارسی فعل‌های سبک همانند کردن معمولاً با اسم‌ها فعل مرکب را می‌سازند. برای نمونه اسم گفتگو با افزودن فعل سبک کردن به فعل مرکب گفتگو کردن تبدیل می‌شود. با افزودن فعل سبک به اسم، صفت، حرف اضافه یا عبارت اضافه فعل مرکب تشکیل شود. تنها بخشی از فعل مرکب که صرف می‌شود همان فعل سبک (مثل کردن) است و ترتیب واژگان تغییری نمی‌کند:
- دارم گفتگو می‌کنم
- گفتگو کرده‌ام
- گفتگو خواهم کرد

سایر نمونه‌های فعل مرکب با فعل کردن:
- فراموش کردن
- گریه کردن
- تلفن کردن
- بازسازی کردن

### فعل‌های کمکی
- باید: صرف نمی‌شود. جمله هسته التزامی می‌شود.
- شاید: صرف نمی‌شود. جمله هسته التزامی می‌شود.
- توانستن: صرف می‌شود. جمله هسته التزامی می‌شود.
- خواستن - (طلبیدن): صرف می‌شود. جمله هسته التزامی می‌شود.
- خواستن - (آینده): صرف می‌شود. فعل اصلی بدون زمان می‌آید.

## حرف‌های اضافه
حرف‌های اضافه در فارسی پیش از متمم خویش می‌آیند. آن‌ها با دو شیوه استفاده می‌شوند: گروهی همانند در مستقیماً بدون نقش‌نمای اضافه پیش از متمم خویش می‌آیند و دسته‌ای بزرگ‌تر با نقش‌نمای اضافه به اسم افزوده می‌شوند:
- از
- با
- بر
- برای
- به
- بی
- در
- مانند
- مثل
- روی
- تا
- توی
- زیر
- بهر